# Кейсевич Людвиг Владиславович
Лю́двиг Владисла́вович Кейсе́вич (9 лютого 1933 , Київ  — 25 серпня 2015 ) — український лікар-хірург, патологоанатом, доктор медичних наук (1981), професор (1992).

## Життєпис
Народився 1933 року у місті Київ. 1957 року закінчив Київський медичний інститут.
Протягом 1963—1972 років працював лікарем у Київському НДІ гематології та переливання крові; з 1972 по 1992 рік — в Київському інституті удосконалення лікарів.
З 1992 року — в Інституті онкології АМНУ: завідувач відділення експериментальної онкології та клінічної хіміотерапії — по 1998 рік.
Напрями наукових досліджень:
- рентгенендоваскулярні втручання при захворюваннях серця
- судин
- злоякісних пухлинах.

Є автором розробок
- методів консервації і трансплантації клітин,
- тканин органів та крові,
- апаратури для кріохірургії,
- протипухлинних платиновмісних препаратів.

Здійснив алотрансплантацію сечового міхура та підшлункової залози.
Автор книги спогадів «Записки лікаря-ліквідатора» (1993).
Серед робіт:
- «Остання цивілізація? Людство. Суспільство. Природа», 1987
- «Посібник по експериментальній хірургії», 1989
- «Біосфера і цивілізація» 1992 співавтори — І. Р. Алєєксєєнко, А. П. Радзіховський
- «Загальна морфологія та патологія імунітету», 1994
- «Лікування неоперабельних пухлин органів серевної порожнини», 1998 (в складі колективу — Кейсевич; О. О. Шалімов, Литвиненко О. О.; Волченскова Іліма Іліодорівна; Нікішин Леонід Федорович) (усі в співавторстві)
- «Всесвітній ядерно-промисловий комплекс (1896—2010)»

Серед винаходів: «Спосіб детоксикації організму», 1987; співавтори Дем'ян Горбатюк, В. А. Дєєв, Червяк П. І., М. А. Ничитайлс, В. П. Никитчин.